# Torsten Treutiger

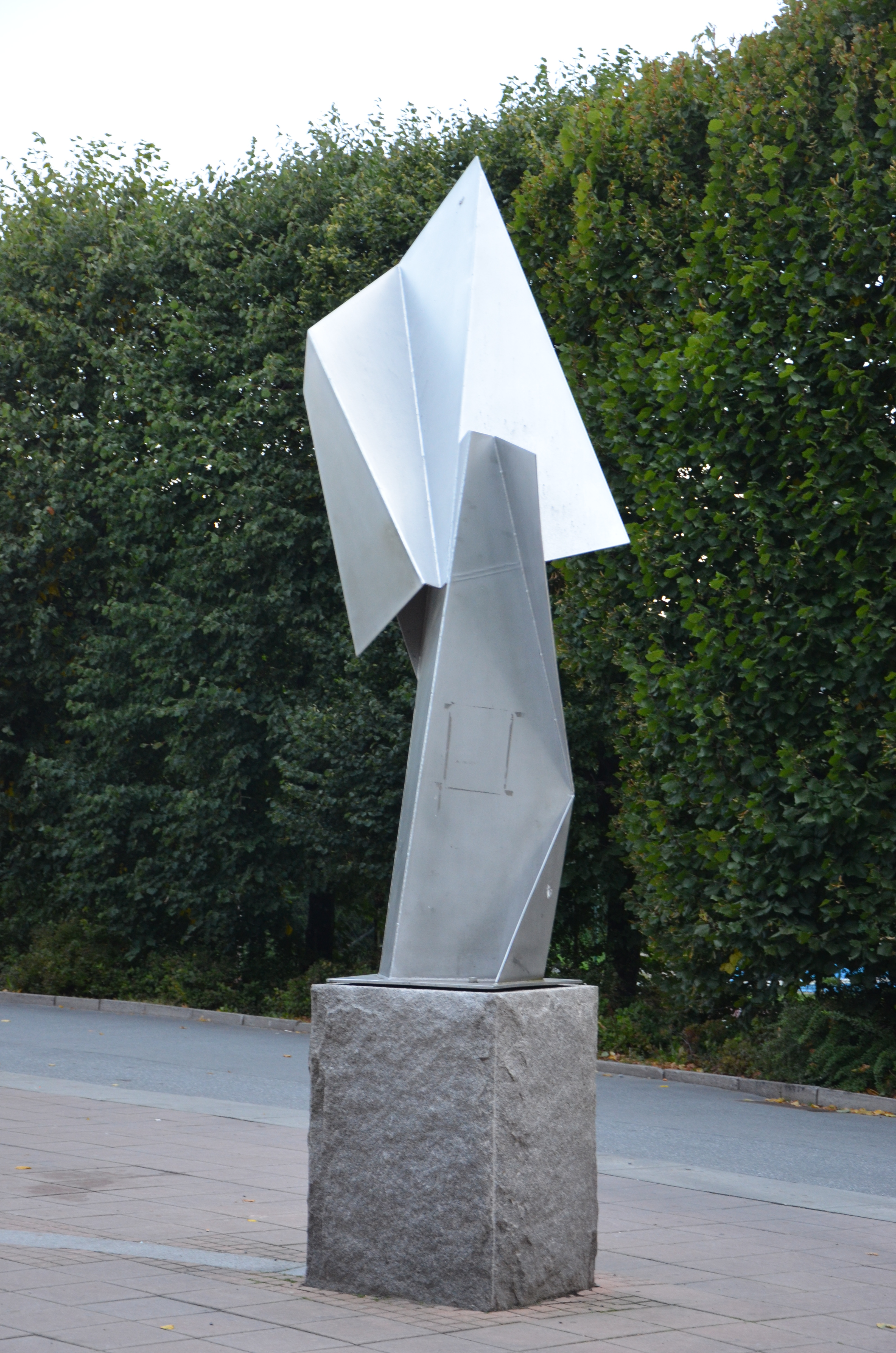
Nike i Täby centrum

Torsten Ingemar Haldon Treutiger, född 13 juni 1932 i Ronneby, död 25 februari 2019 i Täby, var en svensk målare och skulptör.
Föräldrar var ingenjören Haldon Petersson och Dagmar Margareta Treutiger. Han gifte sig 1956 med Margareta Treutiger, född Åberg. Han studerade för Ansgar Almquist och Olle Adrin vid Konstfack 1949–1954 med en examen från Teckningslärarinstitutet och på skulpturlinjen vid Kungliga Konsthögskolan i Stockholm 1955–1957. Efter studierna arbetade han huvudsakligen med skulpturala uppgifter i samarbete med olika arkitekter och i en begränsad omfattning med mindre reliefer och mindre skulpturer i stengods. Tillsammans med sin hustru och Jan Lind ställde han ut på Galleri Brinken i Stockholm och han medverkade i utställningarna aspect 61, som visades på Liljevalchs konsthall, Från skiss till skulptur på PUB, Facett i Malmö Rådhushall och lokala utställningar i Katrineholm. Bland hans offentliga arbeten märks en utsmyckning med stengodsplattor vid T-centralen, den sex meter höga Kulturpelaren vid Kulturhistoriska museet i Lund och fontänskulpturen Blå hunden vid Katrineholms stadsbibliotek. Treutiger är begravd på Täby södra begravningsplats.

## Offentliga verk i urval
- Keramikplattor i pelare, klinker, 1957, nedre perrongen på tunnelbanestation T-Centralen i Stockholm
- Kakelreliefer i Tegelbruksgatans tunnel under järnvägsbron, 1958, Eskilstuna
- pelare på Kulturen i Lund
- vattenkonstverk i Sunne
- konstverk med åtta motiv, 1982, Folkets Park i Åseda
- vattenkonstverket Fryksdalen, Kolsnäs folkpark
- Nike, stål, Biblioteksgången i Täby centrum, Täby kommun
- Utmaningen, bostadsområdet Fregatten, Näsbypark i Täby kommun
- Minnesplattan där Olof Palme mördades

## Fotogalleri

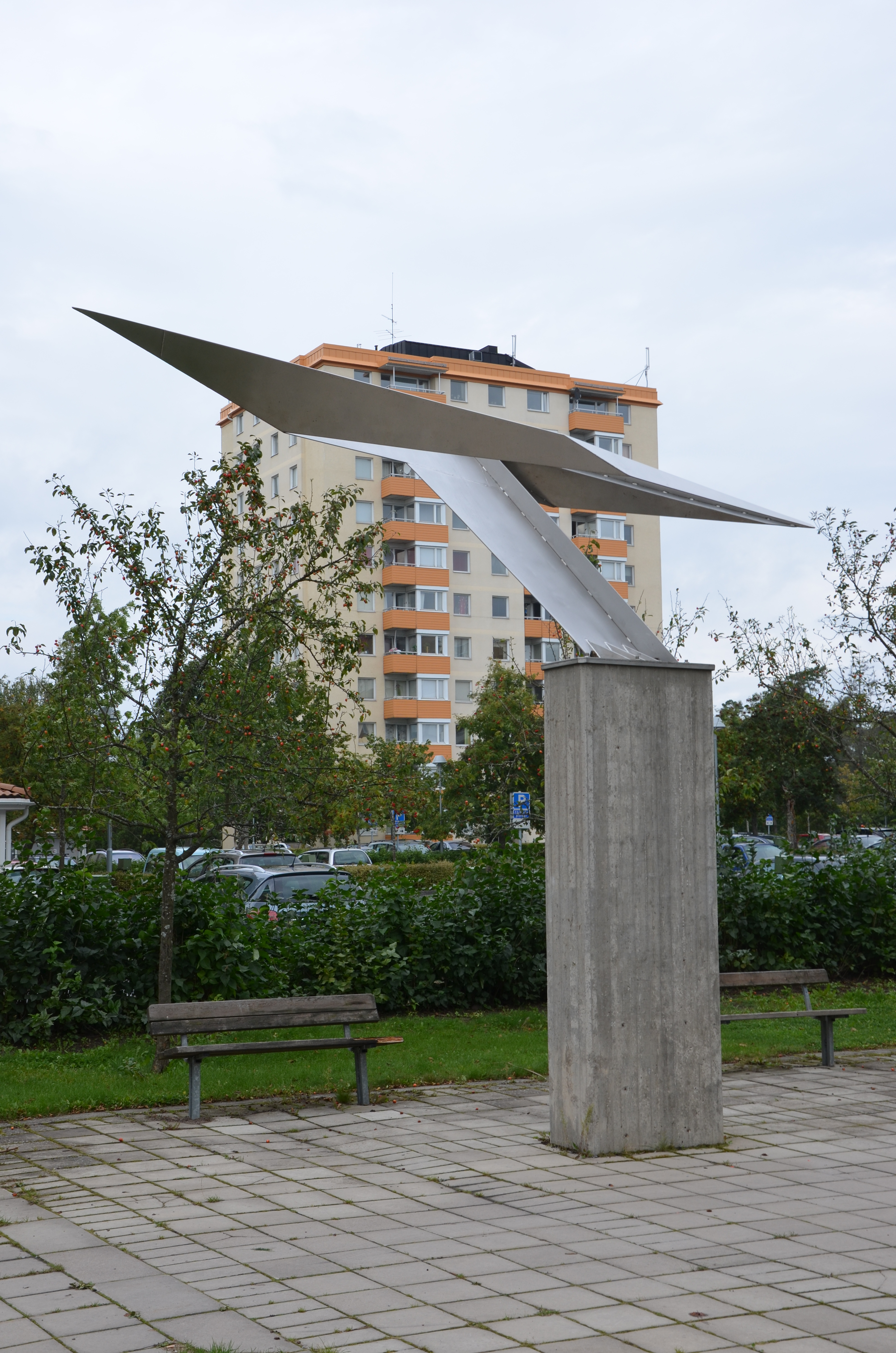
Utmaningen i Näsbypark
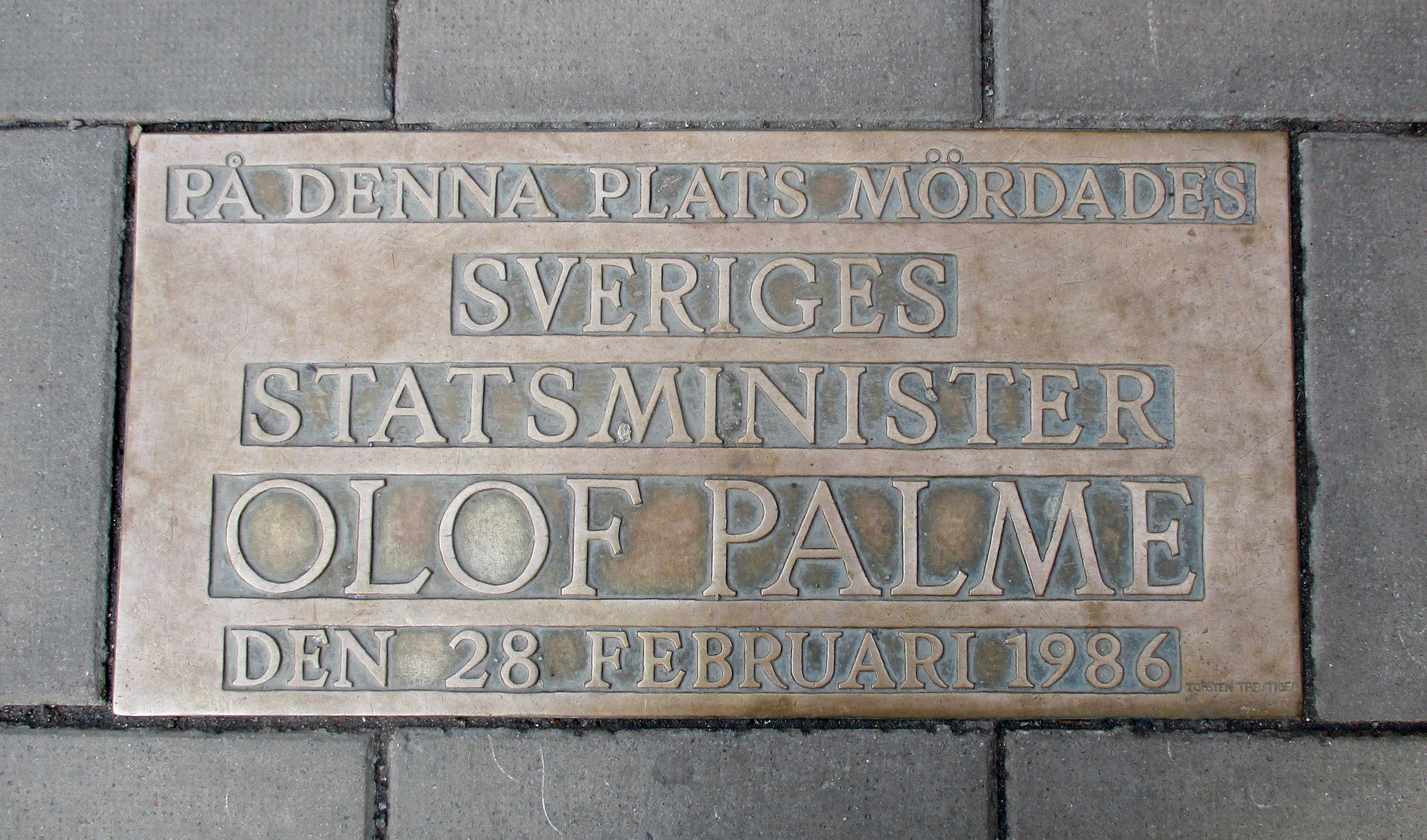
Minnesplakett vid platsen för mordet av Olof Palme